# Chiesa di Santa Croce (Ivrea)
La chiesa di Santa Croce a Ivrea appartiene all'omonima confraternita, già nata nel 1616 come Confraternita del Suffragio. Edificata a cominciare dal 1623 ed intitolata alla “Natività di Maria Santissima”, la chiesa conserva varie opere d’arte, a partire dal ciclo di affreschi realizzato da Luca Rossetti da Orta.

## Storia
La chiesa di Santa Croce ad Ivrea fu realizzata nei primi decenni del Seicento come oratorio della Confraternita del Suffragio, un'associazione istituita nel 1616 con fini di culto e mutua assistenza.
Le prime notizie in merito alla costituzione della chiesa risalgono al 1622 e riguardano l’acquisto di un edificio privato, seminascosto da altre case, da trasformare in oratorio. Verso la metà del Seicento, quando la confraternita aveva acquisito, specie in virtù delle opere di carità esercitate durante la peste del 1630, maggior prestigio e maggiori mezzi economici, vennero acquistate due case, l'una retrostante la chiesa e l'altra antistante, affacciata sulla via Magna Burgi (oggi via Arduino). Fu così possibile ampliare il complesso con la costruzione della sacrestia e del coro, eseguito da maestranze luganesi nel 1665, e (assai più tardi) fu possibile liberare uno spazio davanti alla chiesa per far posto alla piazzetta in "sternito" che ancora si osserva. Sul finire del XVII secolo si completarono gli interni realizzando l’orchestra e gli altari laterali (dedicati a san Filippo Neri e a san Gregorio). Nel 1695 si deliberò di realizzare gli stalli del coro affidando il compito di creare questo sacro arredo a "minusieri" provenienti da Paruzzaro, nel Novarese.
Nel corso del Settecento — nel lungo periodo storico in cui il Piemonte poté godere di pace, tra la fine della guerra di Successione Spagnola e l'assedio messo in atto dalle truppe napoleoniche — vennero realizzati un nuovo ed elegante altare maggiore in marmo (1749), la cupola con la relativa lanterna esterna destinata a dare luce all'altare (1752-1753) e, finalmente, la decorazione parietale affidata a Luca Rossetti che coronava l'eleganza dell'apparato decorativo. Un primo intervento del pittore di Orta risale alla fine del 1753 durato meno di tre mesi, mentre un secondo intervento, altrettanto breve, prese avvio nel 1761. Infine, nel 1777 fu quasi interamente rifatto nelle forme attuali il vecchio campanile ormai pericolante.
Negli anni in cui si tentò (inutilmente) di contrastare l'ingresso in Ivrea delle truppe napoleoniche, la chiesa (come la maggior parte degli altri edifici religiosi eporediesi) venne requisita e trasformata in deposito militare. Già nel 1802, tuttavia, la chiesa fu riconsacrata e divenne il luogo di culto della Confraternita di Santa Croce (nata dalla fusione della Confraternita del Suffragio con la Confraternita del Santissimo Nome di Gesù). L'ultimo intervento architettonico (1850) fu l'edificazione (su progetto dell’ingegnere Giuseppe Melchioni) di una nuova facciata in pietra bianca di Viggiù. I rilievi destinati ad ornare la facciata (oggi anneriti dallo smog) furono realizzati dallo scultore Giuseppe Argenti. Nella lunetta sopra l’ingresso sono raffigurate le Anime del purgatorio; il gruppo scultoreo posto più in alto (ispirato ad un modello di Antonio Canova) rappresenta la Deposizione dalla Croce; nel timpano è raffigurato il Padre Eterno tra nuvole, angeli e cherubini.
La chiesa (ancora consacrata) continua ad essere gestita dalla Confraternita di Santa Croce: vi si celebra la messa in occasione di particolari ricorrenze religiose (la celebrazione della “Santa Croce” e il giorno dei “Defunti”); viene inoltre utilizzata frequentemente a vantaggio della cittadinanza come sede di mostre d’arte ed eventi culturali.

## Descrizione

### Dipinti di Luca Rossetti

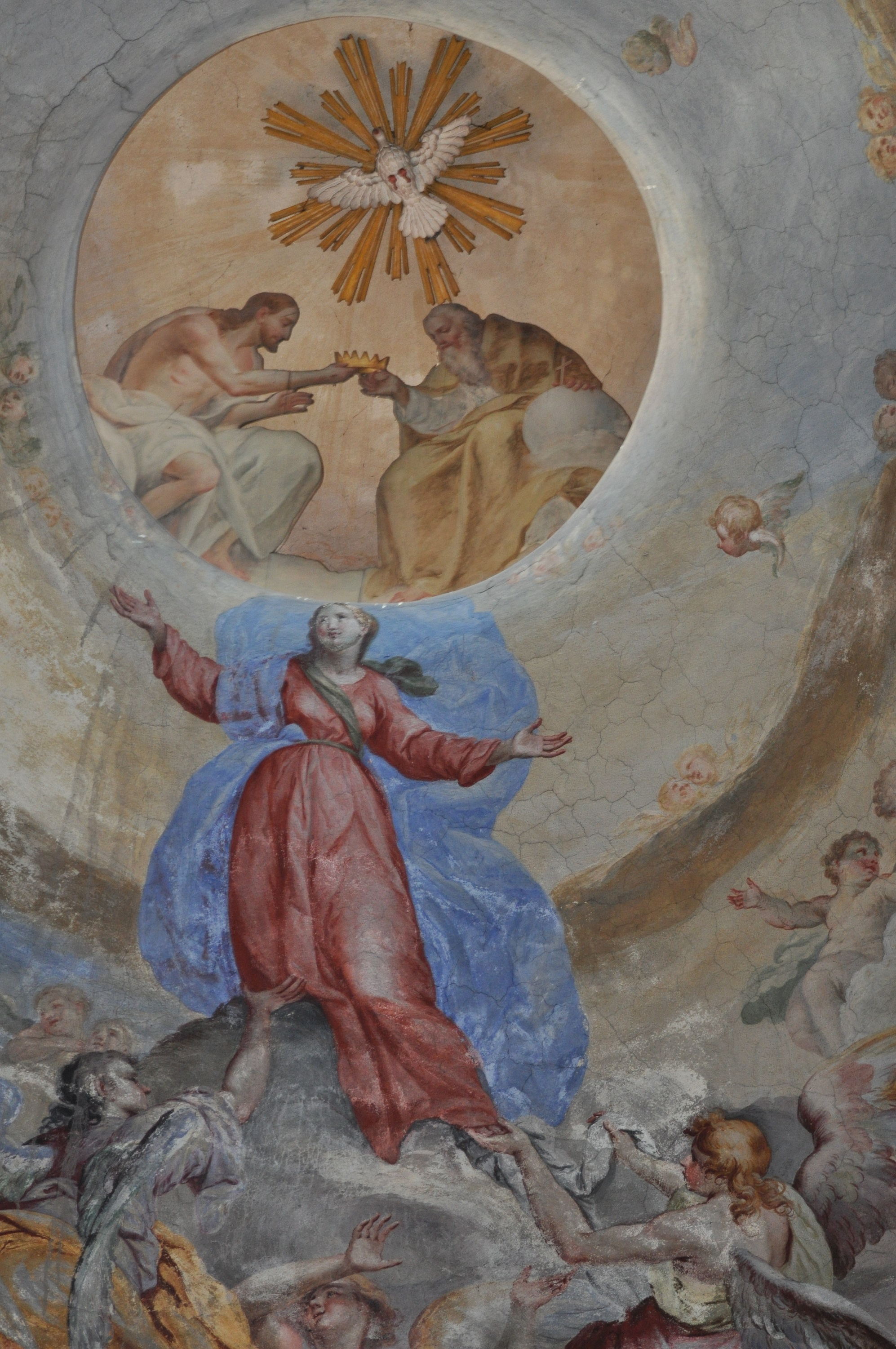
Luca Rossetti, Assunzione della Vergine, cupola

Un importante motivo di interesse per la chiesa della confraternita di Santa Croce sono gli affreschi settecenteschi di Luca Rossetti.
Ci sono negli affreschi di Santa Croce tutti gli aspetti che connotano il Barocco: la voglia di meravigliare, la teatralità, la grandiosità delle figure, la capacità di ampliare illusivamente gli spazi attraverso l’architettura dipinta. Vista da fuori la chiesa è un semplice oratorio: quando si entra si ha la sensazione che lo spazio si sia straordinariamente dilatato. 
Dove soprattutto si ha la sensazione illusiva di uno spazio che sale a perdita d’occhio verso il cielo è negli affreschi della cupola. La pittura ha acutamente osservato Laura Facchin:  «è fitta di reminiscenze parmensi, da Correggio a Lanfranchi, nella disposizione delle gerarchie angeliche e dei santi per successivi anelli sovrapposti, disegnati dal solo disporsi dei corpi sulle nubi e culminanti, nel loro andamento spiraliforme, con la figura della Vergine assunta».
Nel presbiterio le finte architetture compongono due esedre simmetriche, una su ciascun lato, composte da un’alternanza di superfici concave e convesse con pilastri e balconate che guidano il nostro sguardo verso al cielo ove campeggiano immagini della Madonna.
Stando nella navata possiamo intravedere nel coro, al di là dell’altare, un imponente apparato decorativo che simula la presenza di una grande “macchina d’altare’’ fatta di dipinti e di sculture; ma poi ci sembra che la chiesa si sviluppi oltre tale poderoso apparato perdendosi in una nascosta profondità. A riguardo di tutto ciò già Augusto Cavallari Murat osservava: «L’abilità scenografica e quadraturistica [dimostrata in Santa Croce] è cospicua. La piatta superficie delle pareti viene squassata dall’anelito ad aprire varchi grandiosi, entro i quali costruire immaginarie architetture». 
Non sappiamo se Rossetti si servisse della collaborazione di qualche valente quadraturista o, come più probabile, eseguisse lui stesso i “lavori di squadra”.
Oltre a farsi ammirare per la loro qualità artistica, gli affreschi del Rossetti ci parlano di un programma iconografico attentamente studiato. Attraverso gli affreschi, la confraternita volle infatti dimostrare come la sua originale devozione per la Vergine e la conservata fedeltà allo spirito francescano, si sostanziassero anche attraverso una raffinata meditazione teologica. Due, sotto il profilo dottrinale, sono i capisaldi del ciclo di affreschi. Il primo si esprime nella celebrazione della figura della Vergine attraverso la rappresentazione dei dogmi mariani.

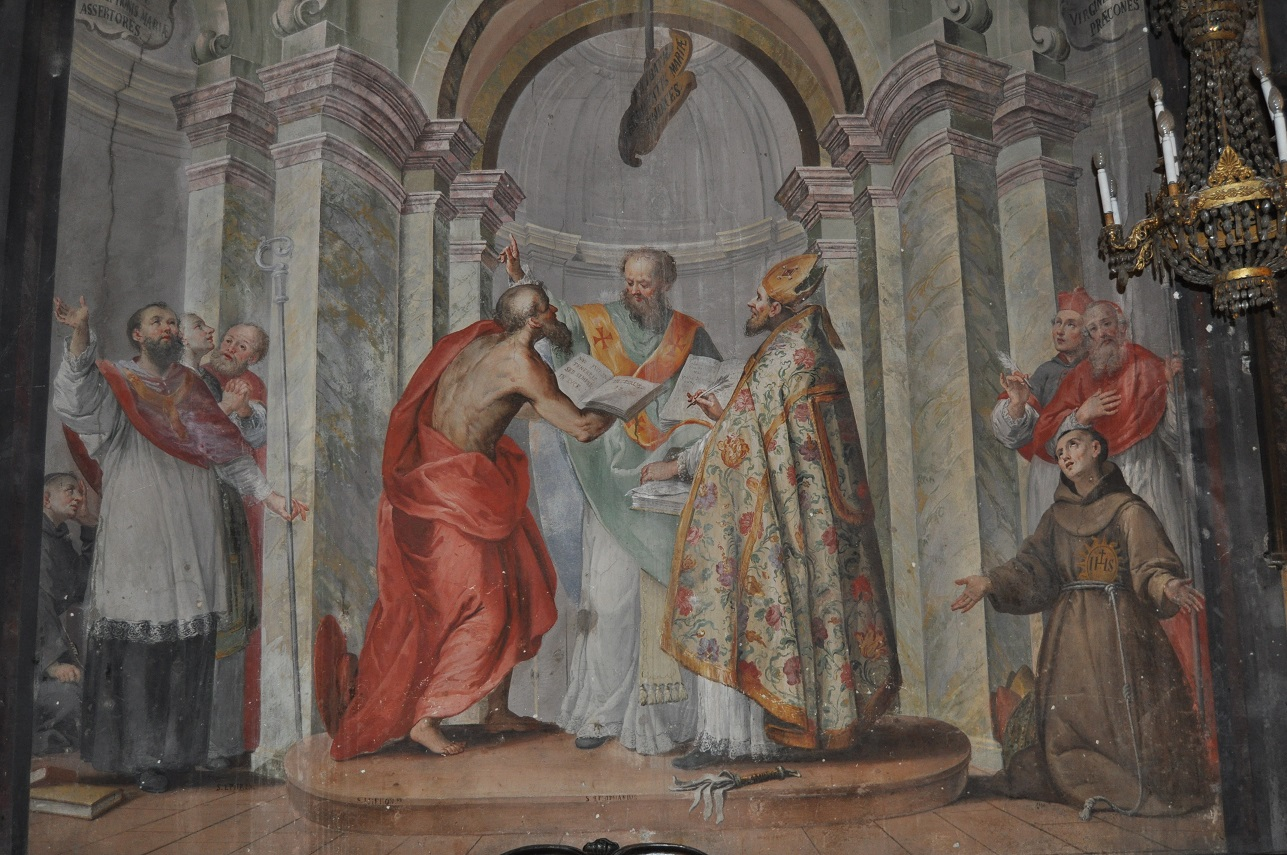
Luca Rossetti, Disputa sulla Immacolata Concezione, presbiterio

	Oltre all'Assunzione di Maria che osserviamo nella cupola, con la Madonna accolta nella luce della Trinità, assistiamo, sul lato sinistro del presbiterio, alla teatrale raffigurazione della dottrina della Madonna Theotókos (la Madre di Dio) e della Verginità perpetua di Maria in guisa di disputa tra figure autorevoli di teologi e dottori della chiesa; una scena dello stesso tenore, su lato destro, celebra la disputa intorno alla controversa dottrina dell’Immacolata Concezione.

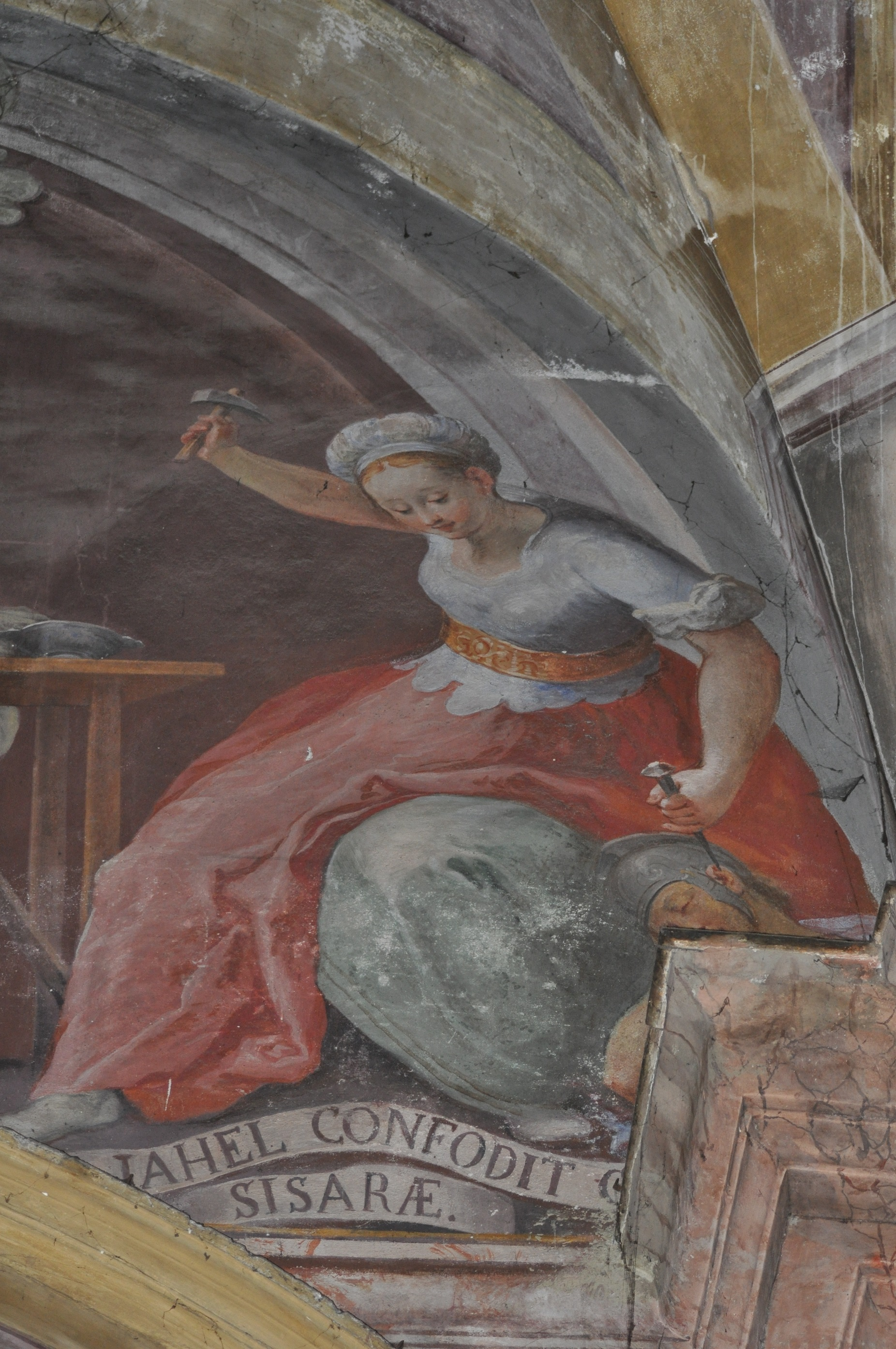
Luca Rossetti, Giaele uccide Sisara, lunette della navata

Il secondo caposaldo teologico che pervade l’intero ciclo si sforza di testimoniare la linea di continuità tra Antico e Nuovo Testamento, quasi a voler richiamare le parole di Paolo: “Tutto ciò che è stato scritto prima di noi, è stato scritto per nostra istruzione”. I personaggi scelti, in accordo con fonti di esegesi biblica attentamente consultate, intendono spiegare la prefigurazione, attraverso figure veterotestamentarie, dell’avvento di Cristo e del ruolo affidato dalla Volontà Celeste alla Madonna. A rendere esplicito il messaggio concorrono le affascinanti eroine vetero testamentarie della navata, i profeti e patriarchi nei pennacchi della volta, le figure bibliche presenti nelle lunette sulle pareti del coro.
Siamo dunque in presenza di un ciclo complesso, con un programma iconografico intellettualistico (fitto di riferimenti teologici), ma svolto senza eccessi e stonature retoriche. Contribuisce a ciò anche la versatilità del pittore, capace di impegnarsi anche in scene di minuta narrazione (come nella ‘Natività della Vergine’’, o in deliziose invenzioni (come quella dei putti in meditazione); né mancano, ad ingentilire il racconto, composizioni floreali, un tratto di attenzione decorativa che interviene con frequenza nel linguaggio del pittore di Orta.

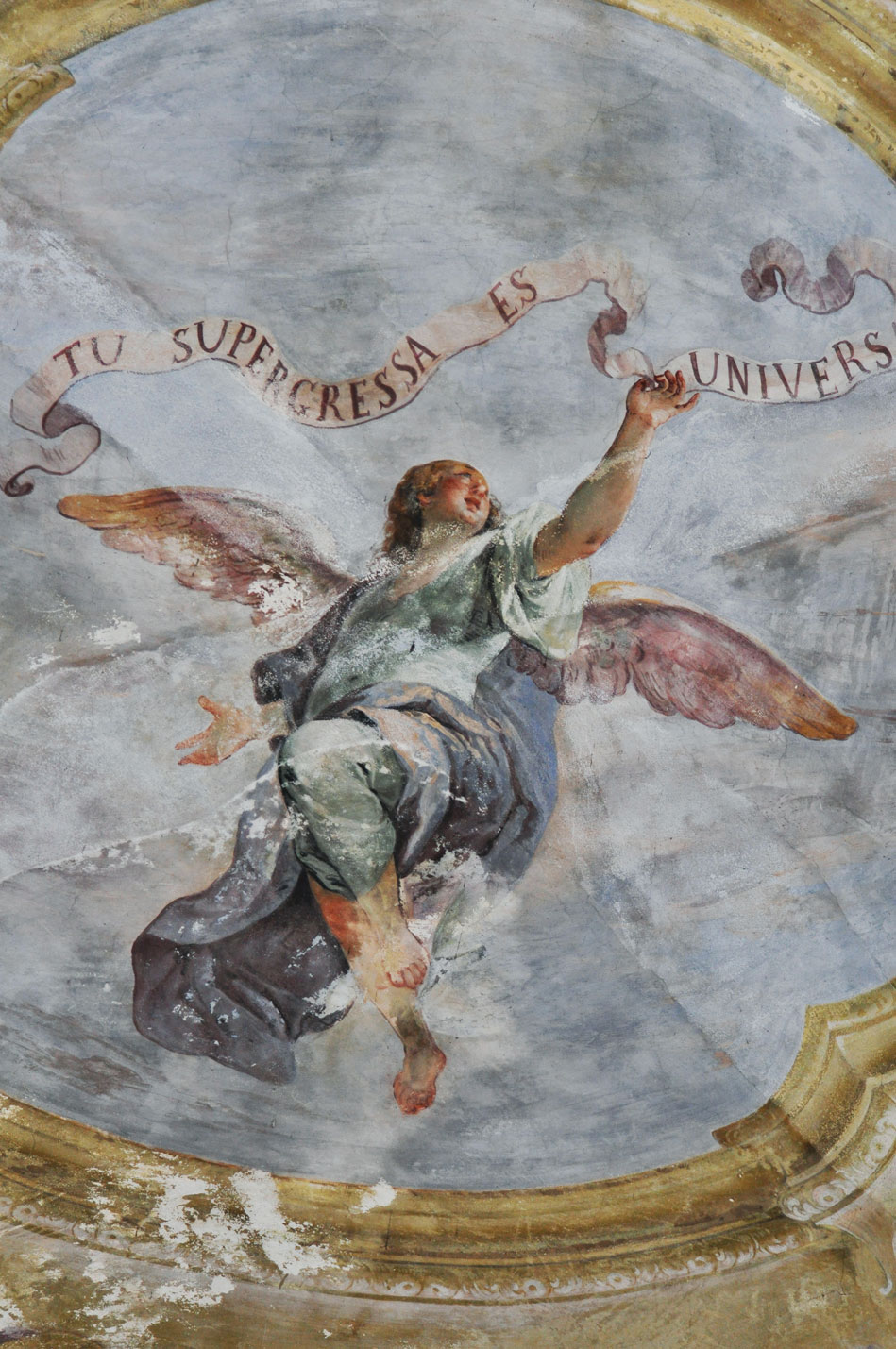
Luca Rossetti, Angelo che mostra un filatterio volta della navata
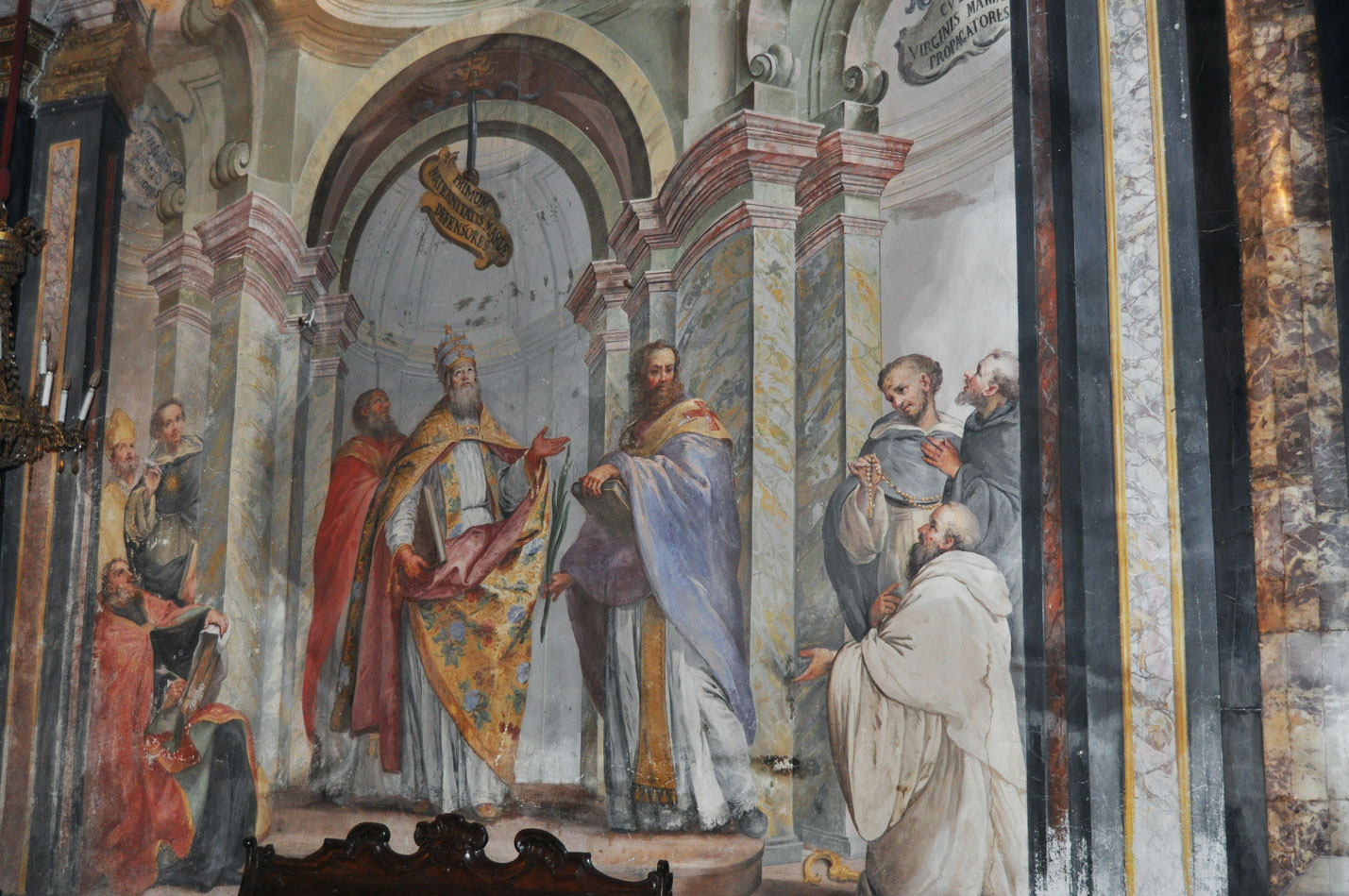
Luca Rossetti, Disputa sulla Verginità di Maria, presbiterio
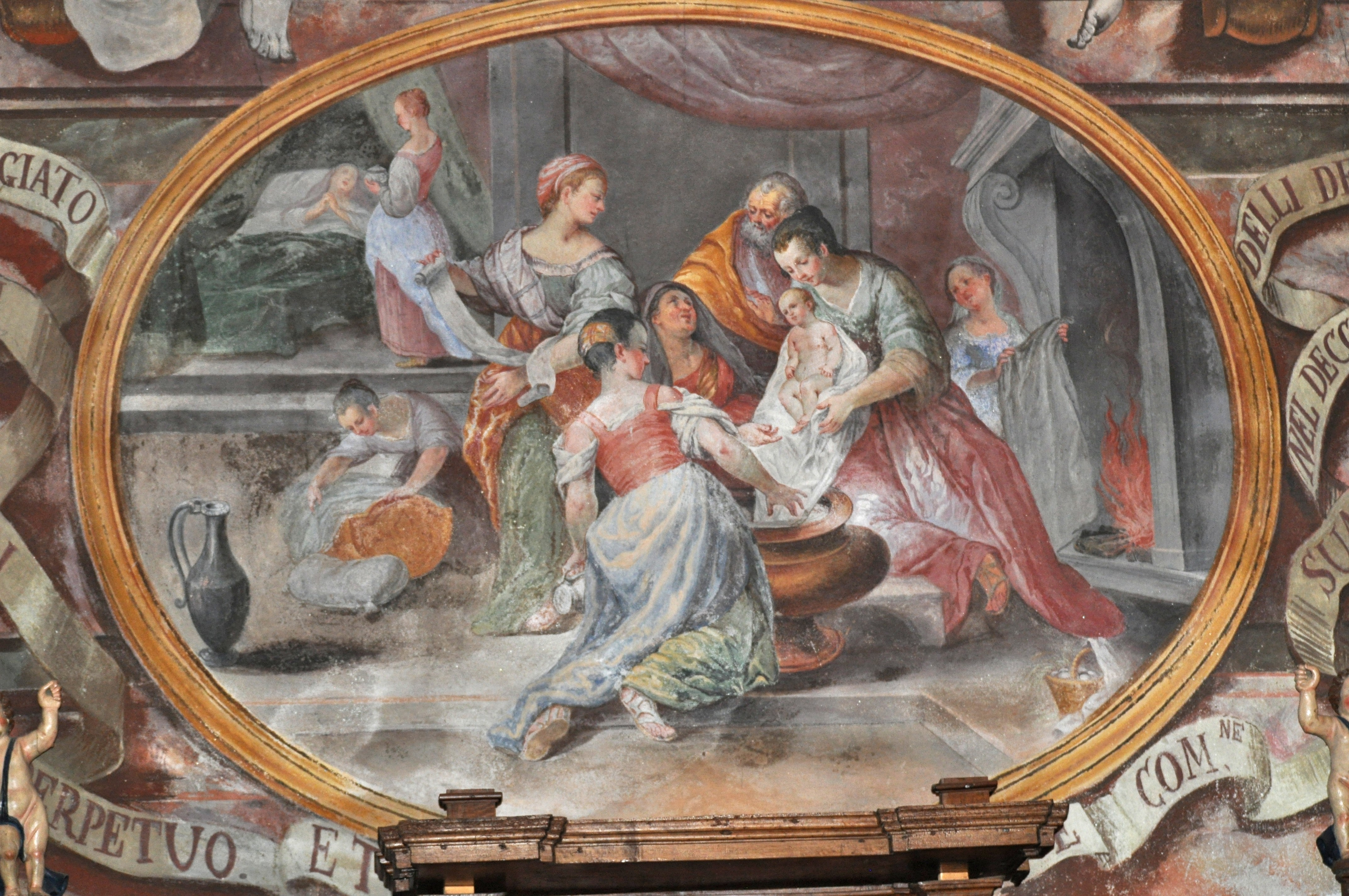
Luca Rossetti, Natività della Vergine, coro
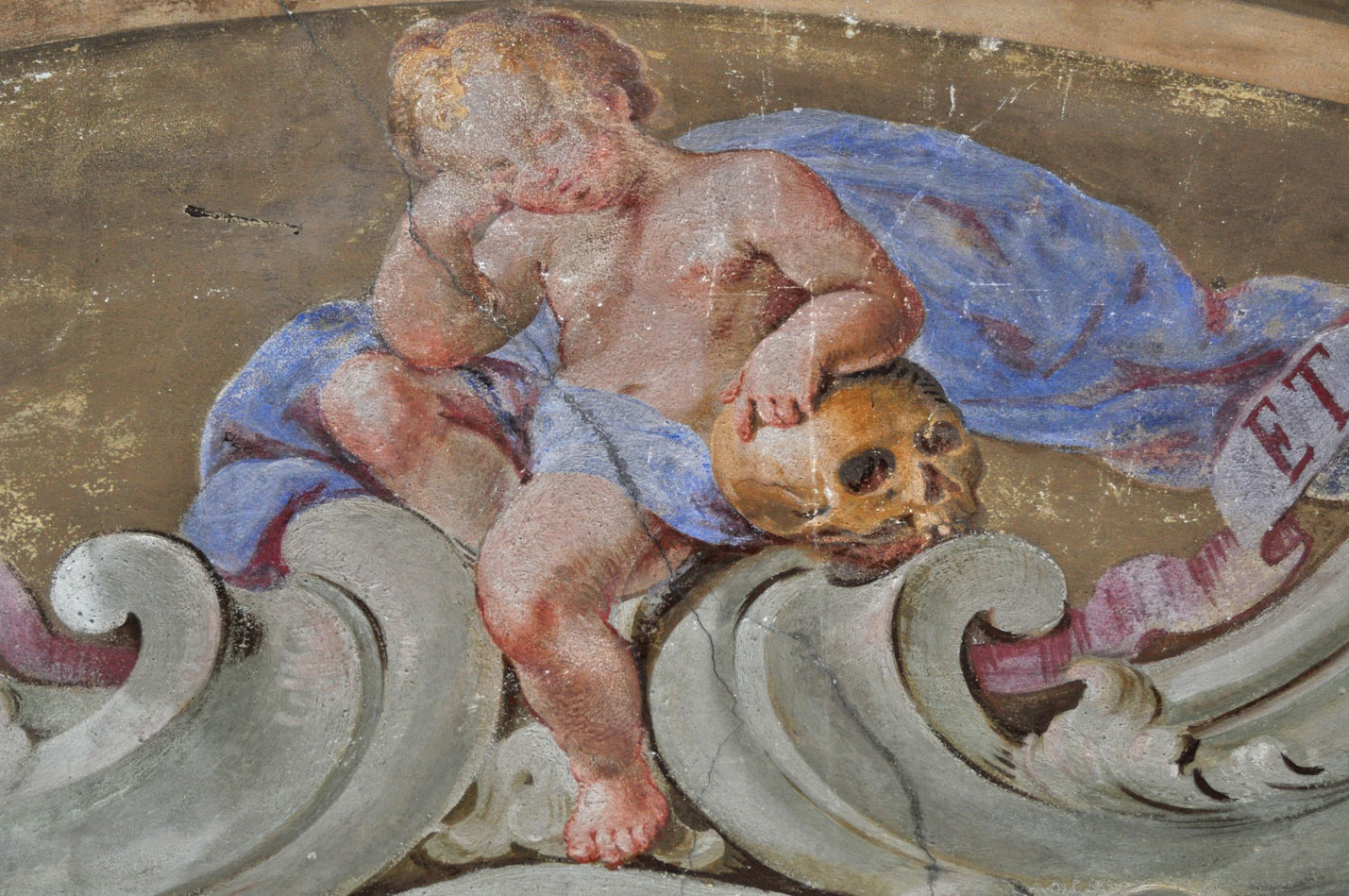
Luca Rossetti, Putto in meditazione con un teschio, coro